# Alfred Owen
Pour les articles homonymes, voir Owen.
 (avril 2020).
Si vous disposez d'ouvrages ou d'articles de référence ou si vous connaissez des sites web de qualité traitant du thème abordé ici, merci de compléter l'article en donnant les références utiles à sa vérifiabilité et en les liant à la section « Notes et références ».
Alfred George Beech Owen (1908-1975) est un homme d'affaires britannique. Passionné de voitures de course et d'épreuves sur piste, il a parrainé les voitures de course de Formule 1 de British Racing Motors dont il était propriétaire des années 1950 à 1974.

## Biographie
Alfred Owen est le fils d'Alfred Ernest Owen qui devint, en 1910, l'unique propriétaire de la société d'ingénierie britannique Rubery Owen & Co. Alfred Owen fait ses études à l'Emmanuel College de Cambridge et, après la mort de son père en 1929, devient, avec son frère, directeur général du Rubery Owen Group. Il est également membre du conseil d'administration de quatre-vingt-dix-neuf sociétés et président de plus de quatre-vingt.
Alfred Owen avait pour passion les voitures de course et les épreuves sur piste. Il a parrainé les voitures de course de Formule 1 BRM et a reçu le trophée Ferodo comme l'homme ayant soutenu le plus les courses britanniques en 1963. Il était propriétaire de l'équipe de course automobile BRM du début des années 1950 à 1974.